# Live at Bush Hall
Live at Bush Hall és una pel·lícula concert i àlbum en directe del grup anglès Black Country, New Road. Es va estrenar com a pel·lícula concert el 20 de febrer del 2023 a YouTube i a l'Institute of Contemporary Arts de Londres. El 24 de març va publicar-se a plataformes d'streaming com a àlbum en directe mitjançant la discogràfica Ninja Tune. Les versions en CD i vinil estaran disponibles a partir del 28 d'abril.
Live at Bush Hall és el primer llançament de música original de Black Country, New Road des que l'anterior cantant i guitarrista principal del grup, Isaac Wood, el deixés al gener del 2022.

## Antecedents
Després de formar-se a Londres el 2018, Black Country, New Road va publicar el seu àlbum debut, For the First Time, el 2021. El seu següent àlbum va ser Ants From Up There, publicat el 2022. Pocs dies abans del seu llançament, el cantant i guitarrista principal del grup, Isaac Wood, va anunciar que deixava el grup degut a problemes de salut mental. Immediatament, els sis membres restants del grup (Tyler Hyde, May Kershaw, Lewis Evans, Luke Mark, Charlie Wayne i Georgia Ellery) van aclarir que continuarien fent música sota el nom Black Country, New Road, i que de fet ja havien començat. Durant el 2022, van fer diverses gires tocant aquesta nova música.
Entre el 15 i el 16 de desembre del 2022, el grup va realitzar tres concerts a la sala Bush Hall de Londres, que van grabar i que esdevindrien Live at Bush Hall.

## Temàtiques
A cada un dels tres concerts dels que va sorgir Live at Bush Hall, el grup va adoptar tres temàtiques diferents: "When The Whistle Thins", sobre una granja, "I Ain't Alfredo No Ghosts", sobre una pizzeria, i "The Taming Of The School", sobre un ball de graduació de l'any 1981. A cada concert es van disfressar de manera diferent, segons el tema.

## Recepció crítica
Live at Bush Hall va ser rebut amb elogis per part de la crítica musical. A Metacritic, compta amb una puntuació mitjana de 84, basada en vuit valoracions, indicant "aclamació universal". A la seva ressenya, Ben Beaumont-Thomas de The Guardian va considerar que l'àlbum demostra "mal·leabilitat i resistència" de Black Country, New Road, i li va donar una puntuació perfecta. Kieran Macadie de Clash va escriure similarment, havent donat al disc un 80 sobre 100, que la "resistència de la banda és més forta que mai". Stuart Stubbs de Loud and Quiet va descriure el disc com a "bellament gravat i produït" i "perfectament interpretat", donant-li també un 80 sobre 100. Melissa Darragh de Gigwise va puntuar Live at Bush Hall amb un 9 sobre 10, considerant que el grup està "musicalment en el seu millor moment" i que l'àlbum els consolida com a "un dels grans de la nostra generació".
Diverses publicacions, com The Guardian, God Is in the TV i NME, van destacar la capacitat del grup per a seguir fent música de qualitat després de la marxa d'Isaac Wood.

## Llista de cançons
| 1.            | «Up Song»                 | Tyler Hyde    | 4:20  |
| 2.            | «The Boy»                 | May Kershaw   | 6:16  |
| 3.            | «I Won't Always Love You» | Hyde          | 4:10  |
| 4.            | «Across the Pond Friend»  | Lewis Evans   | 3:45  |
| 5.            | «Laughing Song»           | Hyde          | 5:33  |
| 6.            | «The Wrong Trousers»      | Evans         | 4:06  |
| 7.            | «Turbines/Pigs»           | Kershaw       | 9:46  |
| 8.            | «Dancers»                 | Hyde          | 5:04  |
| 9.            | «Up Song (Reprise)»       | Hyde          | 3:55  |
| Durada total: | Durada total:             | Durada total: | 46:55 |

## Personal
Músics
- Charlie Wayne – bateria, cors
- Georgia Ellery – violí, cors

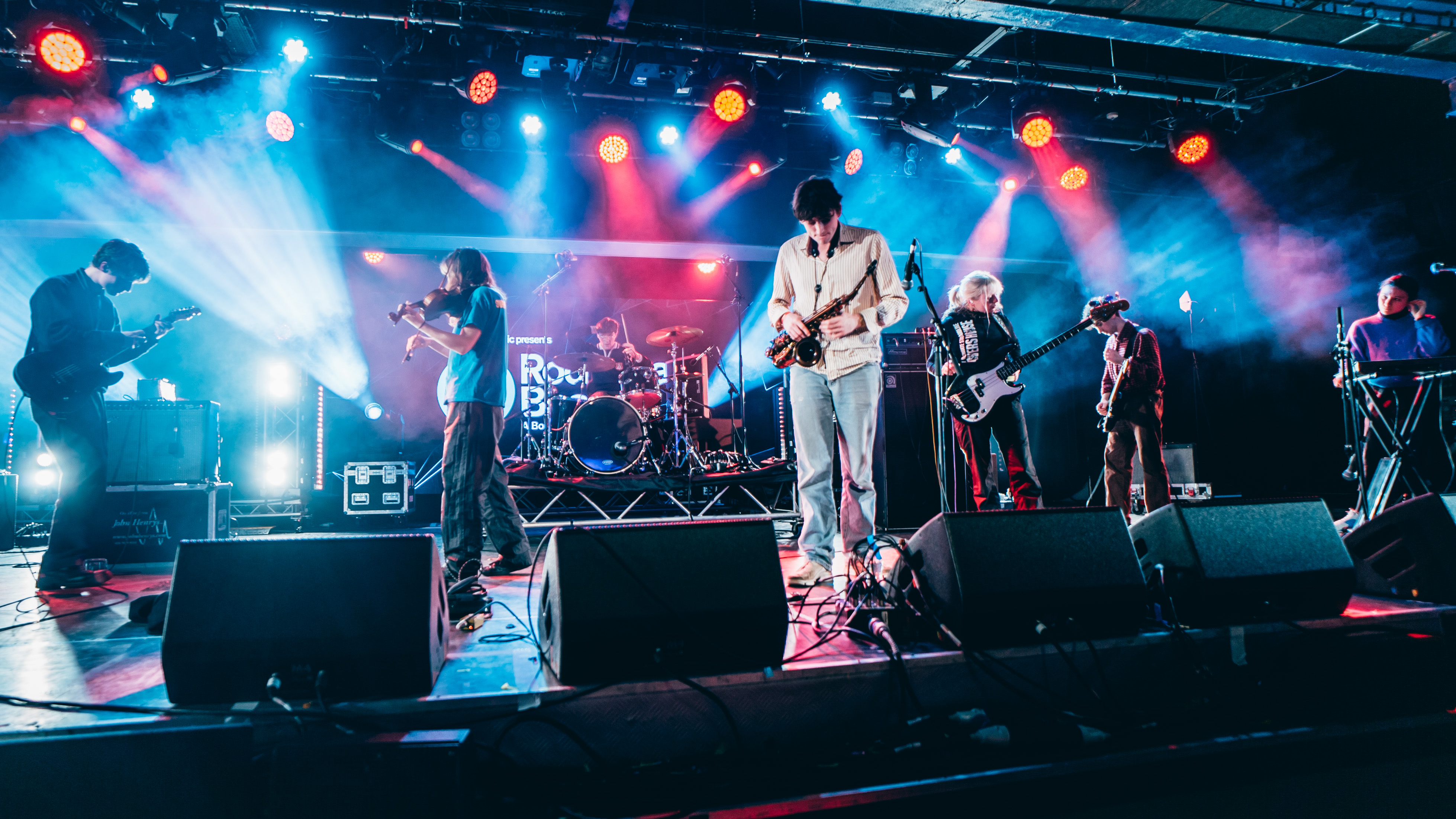
Black Country, New Road en concert el 2020.

- Lewis Evans – saxòfon, flauta, veu (4, 6)
- Luke Mark – guitarra, cors
- May Kershaw – piano, acordió, veu (2, 7)
- Tyler Hyde – baix, veu (1, 3, 5, 8, 9)

Tècnica
- Greg Barnes – direcció, edició
- John Parish – mescla
- Oliver Baldwin – assistent de mescla
- Jordan Hayward – gravació, enginyeria
- Christian Wright – masterització

Filmografia
- Jack Maddison – director de fotografia
- Rowan Biddiscombe – operador de càmera
- Stephan Knight – operador de càmera
- Emily McNey – assistent de càmera
- Sebastian Olmos – assistent de càmera
- Francis Albrecht – disseny d'il·luminació
- Kev Corry – edició
- Cheat Studio – gradació de colors
- Neil Goody – mescla de so

Imatges addicionals
- Ginny Davies
- Maxwell Tait
- Claire Evans
- Tony Fagg
- Jack Sheppard
- Cameron Picton
- Lucas Lockeridge
- Mika Hyde
- Basil Tierney
- Luna Wang
- Josh Knox

Altres
- Rosalind Murray – portada
- Ginny Davies – programes del concert
- India Hogan – programes del concert